# Garður
Garður – miejscowość w południowo-zachodniej Islandii, na północnym krańcu półwyspu Miðnes (część półwyspu Reykjanes, na północ od Keflavíku (gmina Reykjanesbær). Wchodzi w skład gminy Suðurnesjabær (region Suðurnes), która powstała w 2018 roku z połączenia gmin Garður i Sandgerðisbær. Miejscowość zamieszkuje blisko 1,6 tys. osób.
Garður był ważnym ośrodkiem rybackim dzięki bliskości bogatych łowisk. Stanowił często tymczasowe miejsce pobytu dla rybaków.
W miejscowości znajduje się latarnia morska Garðskagi, która częściowo została przeznaczona na Muzeum Folklorystyczne.